# Контактний чан

Конта́ктний чан (рос. контактный чан, англ. conditioning tank, contactor tank; нім. Einwirkgefäβ n, Kontaktbehälter m) — пристрій для взаємодії (контактування) різних гетерогенних середовищ, інтенсифікації теплообміну в процесах збагачення корисних копалин, водопідготовки, хімічної доводки та іншого.

## Загальний опис
Належить до допоміжного обладнання збагачення корисних копалин.
Контактний чан використовують для кондиціонування при збагаченні корисних копалин, контактування пульпи з повітрям або перегрітою парою, з розчином і емульсіями ПАР; пульп, промислових стічних і оборотних вод з сорбентами; ПАР і мастильно-охолоджуючих рідин з водою при розчиненні, приготування флотаційної пульпи і т. д. К.ч. — ємність, як правило, циліндричної форми, з мішалкою осьового типу та центральним патрубком, через який підводиться пульпа з флотореаґентом. Патрубок має ряд бокових отворів для забезпечення вертикальної циркуляції пульпи.
Основні технічні характеристики контактного чана — інтенсивність перемішування, що визначається частотою обертання мішалки, окружною швидкістю лопатей мішалки, критерієм Рейнольдса і дисипацією енергії.
Однорідність пульпи залежить від конструкції контактного чану й інтенсивності перемішування пульпи. Інтенсивність і тривалість перемішування пульпи повинні встановлюватись у кожному випадку залежно від розчинності і диспергуючої здатності застосованих реагентів і характеристики пульпи.
Агрегати підготовки пульпи АКП-800 («Каскад») та АКП-1600 застосовуються на вуглезбагачувальних фабриках для кондиціонування пульпи перед флотацією. За принципом дії агрегати АКП-800 та АКП-1600 подібні.

## Розрахунок необхідної кількості контактних чанів
Розрахунок необхідної кількості контактних чанів здійснюється за формулою :
n = [k Q (1 + R δ) τ] / (60 kЗ V δ), 
де k — коефіцієнт нерівномірності навантаження (при збагаченні руд k = 1,10; при збагаченні вугілля k = 1,25); Q — продуктивність по твердому в операції флотації, т/год.; R — розрідженість живлення флотації, м3/т; δ — густина твердої фази живлення, т/м3; τ — необхідна тривалість контакту пульпи з реагентом, хв.; kЗ = 0,80 — 0,85 — коефіцієнт заповнення контактного чана; V — геометричний об'єм чана, м3; δ — густина твердої фази живлення, т/м3.

## Технічні характеристики контактних чанів